# Ochicanthon masumotoi
Ochicanthon masumotoi är en skalbaggsart som beskrevs av Teruo Ochi och Kunio Araya 1996. Ochicanthon masumotoi ingår i släktet Ochicanthon och familjen bladhorningar. Inga underarter finns listade i Catalogue of Life.